# Lupin III - Addio, amico mio
Lupin III - Addio, amico mio ( グッバイ・パートナー?, Lupin Sansei: Goodbye Partner) è il ventiseiesimo special televisivo anime dedicato al personaggio di Lupin III, nato dalla mente di Monkey Punch, è andato in onda per la prima volta su Nippon Television il 25 gennaio 2019. Lo special è stato distribuito in italiano da Yamato Video su Amazon Prime Video il 13 settembre 2021.

## Trama
Dopo l'ennesimo colpo di Lupin, Zenigata viene arrestato dietro denuncia di Fujiko. Nel frattempo Jigen tradisce Lupin e Goemon mettendo in circolo la voce che il ladro gentiluomo si fa sempre aiutare da Zenigata per mettere a punto i suoi colpi. Per dimostrare che non è vero Lupin promette di rubare un cristallo temporale in una base di Shangai. Dopo il furto Jigen rivela il doppio gioco e spara a Lupin, che si salva per un colpo di fortuna (il proiettile viene bloccato da un accendino). Il cristallo finisce nelle mani di Roy Forest, ex soldato delle forze speciali diventato un magnate delle televisioni, nonché finanziatore della campagna della attuale presidente degli Stati Uniti. Forest necessita di quell'elemento per la realizzazione di un computer quantistico e ha rapito la giovane Alisa per costringere Jigen a collaborare con lui e tradire Lupin. Alisa è figlia di una vecchia fiamma di Jigen. Anche Fujiko lavora per Forest, che ha rilevato una vecchia base segreta riadattandola per sviluppare il computer quantistico. Se lo completasse, avrebbe la strada spianata per vincere lui stesso la presidenza e diventare l'uomo più potente del mondo.
Ma Lupin, insospettito da alcuni indizi (la nuova pistola di Jigen è una Sig Sauer P229, modello usato dalle forze militari americane; il proiettile è una esclusiva del governo americano; l'accendino gli era stato regalato da Jigen che lo aveva riempito di piombo rendendolo più resistente), ha capito il doppio gioco di Jigen: pertanto ha nascosto il vero cristallo prima che gli venisse sottratto e chiede l'aiuto di Zenigata per scoprire l'identità del mandante di Jigen. Zenigata lo fa entrare all'Interpol, dove il ladro risale a Roy Forest. Una volta giunto nella base di Forest, Lupin viene costretto a consegnare il vero cristallo temporale per avviare il calcolatore quantistico.
Il computer deve essere attivato da un suono specifico, tarato su un pianoforte posseduto da Chopin, di cui il progettista originale, il defunto dottor Habelson, era un grande ammiratore. La macchina passa sotto il controllo di Emilka, un'intelligenza artificiale che porta il nomignolo della sorella minore di Fryderyk Chopin, che in poco tempo raggiunge la singolarità bloccando ogni accesso umano che tenti di violare il suo processo di decriptazione dei sistemi bancari del mondo. Neanche Forest può fermarlo e decide di scappare, dovendo anche rispondere della cosa alla presidente degli Stati Uniti; fermato da Emilka, viene inseguito da Zenigata. Lupin e soci non trovano un modo per spegnere il computer, nemmeno con l'aiuto del tecnico che lo gestisce. Emilka avvia la costruzione di droni, che vengono prodotti nella base ma anche nelle fabbriche automatizzate di tutto il mondo. Però Lupin ha una intuizione: come Alisa ha attivato Emilka suonando le note di Chopin (sul pianoforte originale del compositore), così può ritentare di accedere; la accompagna anche Fujiko su un altro pianoforte, aggiungendo al pezzo originale una variazione in chiave jazz (la musica jazz si basa sull'improvvisazione, in questo modo il gruppo tenta di sorprendere l'intelligenza artificiale). Intanto l'aviazione e la cavalleria corazzata americane tentano senza successo di distruggere la base.
Emilka si armonizza con la nuova musica e cambia obiettivo: invece di attaccare l'umanità, riprogramma e ricostruisce i droni per consegnare scorte di viveri e materiale in giro nel mondo e cancellare la causa delle guerre. Alla fine Lupin e Jigen disintegrano il sistema di alimentazione e Goemon frantuma il cristallo: tuttavia Emilka è sparita dal computer (durante la costruzione dei droni, una scena mostrava spezzoni di un drone a forma umana, suggerendo che Emilka abbia scoperto l'umanità e desiderava farne parte in qualche modo). Alisa viene accompagnata da Fujiko alla finale del suo concorso in Polonia e Jigen ha modo di uccidere Roy Forest, sfuggito a Zenigata. Lupin, dopo aver preso una tazza di tè, ricomincia la sua fuga da Zenigata.

## Doppiaggio
| Personaggio                  | Voce originale    | Doppiatore italiano |
| ---------------------------- | ----------------- | ------------------- |
| Lupin III                    | Kan'ichi Kurita   | Stefano Onofri      |
| Daisuke Jigen                | Kiyoshi Kobayashi | Alessandro D'Errico |
| Goemon Ishikawa XIII         | Daisuke Namikawa  | Antonio Palumbo     |
| Ispettore Koichi Zenigata    | Kōichi Yamadera   | Rodolfo Bianchi     |
| Fujiko Mine                  | Miyuki Sawashiro  | Alessandra Korompay |
| Alisa Cartwright             | Minako Kotobuki   | Agnese Marteddu     |
| Roy Forest                   | Jun'ichi Suwabe   | Francesco Prando    |
| Emilka                       | Risa Uchida       | Myriam Catania      |
| Norman                       | Tsuyoshi Koyama   | Alessandro Budroni  |
| Kato                         | Yōji Ueda         | Francesco Venditti  |
| Presidente degli Stati Uniti | Tomoko Shiota     | Antonella Giannini  |
| Fryderyk Chopin              | Yuya Uchida       | Alberto Franco      |

## Colonna sonora
Tutte le musiche sono composte da Yūji Ōno.
- Sigla di apertura: Theme From Lupin III 2019～classical piano vers., nuova versione del Rupan Sansei no Theme di Yūji Ōno, eseguita da Yūji Ōno e Lupintic Six.
- Sigla di chiusura: Kalanchoe Forever! (カランコエＦｏｒｅｖｅｒ！?) eseguita da Miyuki Sawashiro.

## Edizioni home video
In Giappone è stato pubblicato in DVD e Blu-ray Disc il 20 marzo 2019, mentre in Italia sono usciti in vendita dal 1º febbraio 2023 all'interno della raccolta LUPIN THE 3rd TV MOVIE COLLECTION 2016-2019 in un cofanetto che comprende anche Lupin III - La partita italiana e Lupin III - Prigioniero del passato.